# جا اردو (قيلاب)
جا اردو (بالفارسية: جاار دو) هي منطقة سكنية تقع في قسم قيلاب الريفي، بمقاطعة أنديمشك التابعة لمحافظة خوزستان، إيران. يقدر عدد سكانها بـ 771 نسمة حسب الإحصاء السكاني الذي تمّ في عام 2006.